# Festuca callosa
Festuca callosa là một loài thực vật có hoa trong họ Hòa thảo. Loài này được (Piper) St.-Yves mô tả khoa học đầu tiên năm 1925.